# Alvensleben

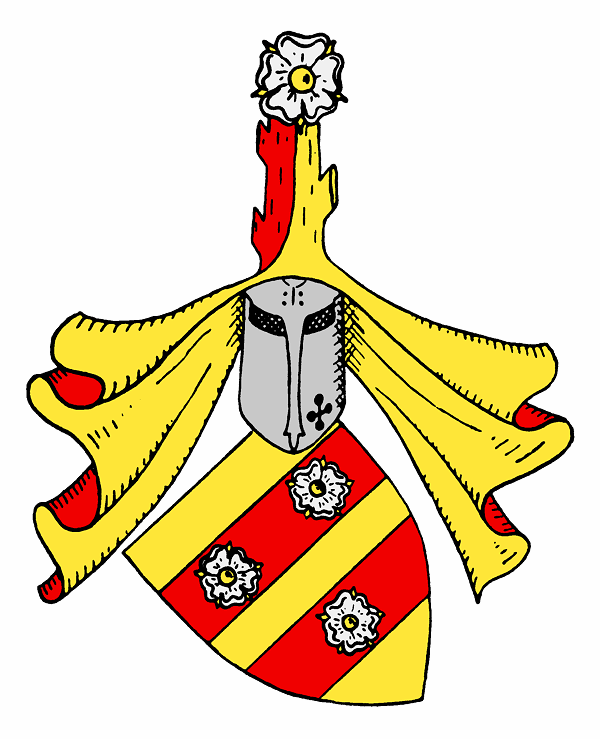
Herb rodu von Alvensleben

Alvensleben - dolnoniemiecki ród arystokratyczny. Pierwszym znanym ze źródeł przedstawicielem rodu był wymieniony w źródle z 1163 roku rycerz Wichard de Alvensleve.

## Wybitni przedstawiciele
- - Achaz Heinrich von Alvensleben (1716–1777), pruski generał
  - Albrecht von Alvensleben (1794–1858), pruski minister finansów
  - Albrecht von Alvensleben-Schönborn (1848-1928), komtur zakonu krzyżackiego
  - Alkmar II von Alvensleben (1841–1898), komendant wojskowy Wrocławia
  - Alkmar von Alvensleben (1874–1946), lekarz
  - Andreas von Alvensleben († 1565),
  - Armgard von Alvensleben (1893–1970), ksieni klasztoru w Heiligengrabe
  - Bodo von Alvensleben-Neugattersleben (1882–1961), prezydent Deutsches Herrenklub
  - Busso V von Alvensleben (wspomniany w 1393, zm. 1432), mistrz Joannitów
  - Busso VII von Alvensleben (wspomniany w 1441, zm. 1495), marszłek
  - Busso VIII von Alvensleben (zm. 1493), biskup Havelberg
  - Busso X von Alvensleben (1468–1548), biskup Havelberg
  - Busso XVI von Alvensleben (1792-1879), generał i marszałek dworu księcia von Sachsen-Anhalt-Gotha
  - Busso von Alvensleben (ur. 1949), ambasador
  - Christian von Alvensleben (ur. 1941), niemiecki fotograf
  - Constantin von Alvensleben (1809–1892), pruski generał
  - Eduard von Alvensleben (1787–1876), starosta powiatu
  - Friederike von Alvensleben, ur. von Klinglin (1749–1799), aktorka
  - Friedrich von Alvensleben (ok. 1301–1308), ostatni mistrz templariuszy w Germanii i Sklavinii
  - Friedrich Joachim von Alvensleben (1833–1912), starosta powiatu
  - Friedrich Johann von Alvensleben (1836-1913) pruski i niemiecki dyplomata.
  - Ferdinand Graf von Alvensleben (1803–1889), ziemianin
  - Gebhard XIV. von Alvensleben (wspomniany w 1393, zm. 1425),
  - Gebhard XVII. von Alvensleben (zm. 1541), gubernator
  - Gebhard XXIII. von Alvensleben (1584-1627),
  - Gebhard XXV. von Alvensleben (1618–1681), mąż stanu i historyk
  - Gebhard Johann I. von Alvensleben (1576–1631),
  - Gebhard Karl Ludolf von Alvensleben (1798–1867), pruski generał
  - Gebhard Johann Achaz von Alvensleben (1764–1840), ziemianin
  - Gebhard Nikolaus von Alvensleben (1824–1909), nadleśniczy
  - Gustav von Alvensleben (1803–1881), pruski generał
  - Gustav Hermann von Alvensleben (1827–1905), pruski generał
  - Gustav Konstantin von Alvensleben (1879–1965), przedsiębiorca działający w Vancouver, Kanada
  - Hermann von Alvensleben (1809–1887), pruski generał
  - Joachim von Alvensleben (1514–1588), uczony
  - Johann Ernst Graf von Alvensleben (1758–1826), minister księstwa Brunszwiku
  - Johann Friedrich von Alvensleben (1657–1728), hanowerski minister.
  - Johann Friedrich Karl von Alvensleben (1714–1795), brytyjsko-hanowerski minister
  - Johann Friedrich Karl II von Alvensleben (1778−1831), pruski generał
  - Johann Ludwig Gebhard von Alvensleben (1816–1895), ziemianin i muzyk
  - Karl August I. von Alvensleben (1661–1697), radca dworu w Ks. Hanoweru
  - Kathleen King von Alvensleben, niemiecka architekt
  - Kuno von Alvensleben (1588–1638),
  - Ludolf von Alvensleben (1844–1912), pruski generał-major
  - Ludolf X. von Alvensleben (1511–1596), polityk
  - Ludolf-Hermann von Alvensleben (1901–1970), członek NSDAP i oficer Waffen-SS
  - Ludolf Udo von Alvensleben (1852–1923), pruski polityk
  - Ludwig Karl Alexander von Alvensleben (1778–1842), pruski oficer
  - Ludwig von Alvensleben (1805–1869), ziemianin
  - Ludwig von Alvensleben (Schriftsteller) (1800–1868), pisarz
  - Margarethe von Alvensleben (1840–1899), ksieni klasztoru w Heiligengrabe
  - Oskar von Alvensleben (1831–1903), malarz
  - Philipp Karl von Alvensleben (1745–1802), pruski minister
  - Prof. Dr. Reimar von Alvensleben (ur. 1940), agronom
  - Rudolf Anton von Alvensleben (1688–1737), minister w Ks. Hanoweru
  - Udo Gebhard Ferdinand von Alvensleben (1814–1879), ziemianin
  - Udo III von Alvensleben (1823–1910), ziemianin i pisarz
  - Wichard von Alvensleben (1902-1982), niemiecki wojskowy, oficer Wehrmachtu
  - Sophia von Alvensleben (1516–1590), ksieni klasztoru w Althaldensleben

## Literatura
- Siegmund Wilhelm Wohlbrück: Geschichtliche Nachrichten von dem Geschlecht von Alvensleben und dessen Gütern. 3 Bde., Berlin 1819–1829.
- George Adalbert von Mülverstedt: Codex Diplomaticus Alvenslebianus. Urkundensammlung des Geschlechts von Alvensleben. 4 Bde., Magdeburg 1879, 1882, 1885, 1900.
- Hellmut Kretzschmar: Geschichtliche Nachrichten von dem Geschlecht von Alvensleben seit 1800. Burg 1930
- Udo von Alvensleben-Wittenmoor: Alvenslebensche Burgen und Landsitze. Dortmund 1960.
- Genealogisches Handbuch des Adels, Band 53, 1972, Adelslexikon